# Каримов, Акмалиддин
Акмалидди́н Кари́мов (род. 5 января 1990, Душанбе) — таджикский самбист, чемпион мира по самбо (2021), чемпион и призёр чемпионатов Азии, чемпион летних Азиатских игр 2018 года в Джакарте, призёр чемпионатов мира, победитель и призёр розыгрышей Кубка мира. Выступал в легчайшей (до 52 кг) и полулёгкой (до 57 кг) весовых категориях. Занимается самбо с 13 лет. Тренируется под руководством Махмадшарифа Сулаймонова.